# Lys (Fluss)
Der Lys (Greschòneytitsch: Liisu; Éischemtöitschu: Leisu) ist ein 40 km langer Nebenfluss der Dora Baltea in der italienischen Region Aostatal. Er entspringt dem Lysgletscher am Fuße der Vincent-Pyramide (4215 m) und durchfließt das Lystal. Bei Pont-Saint-Martin mündet der Lys in die Dora Baltea.

## Galerie

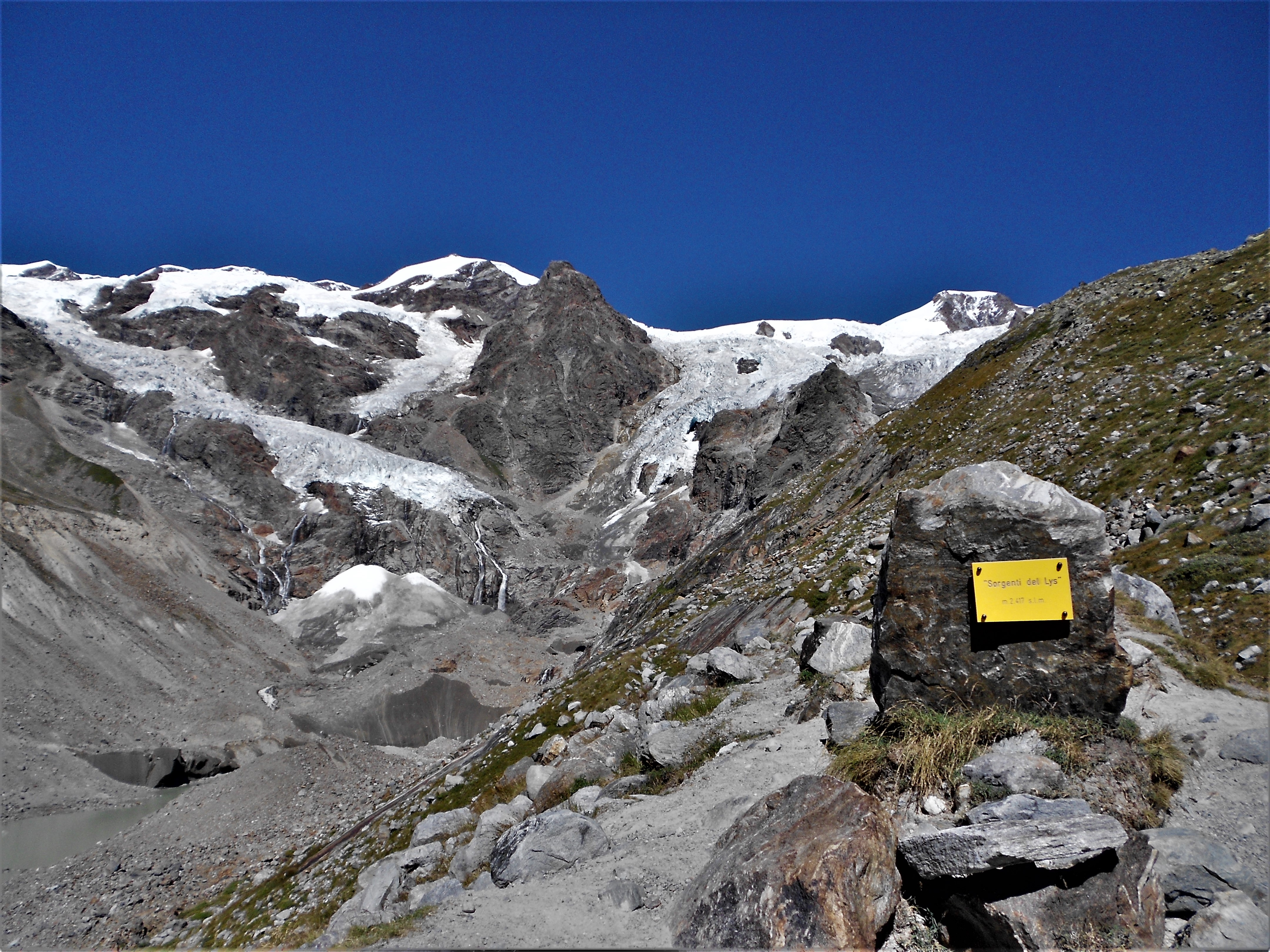
Die Quellen der Lys liegen am Lysgletscher im Bergmassiv der Monte Rosa
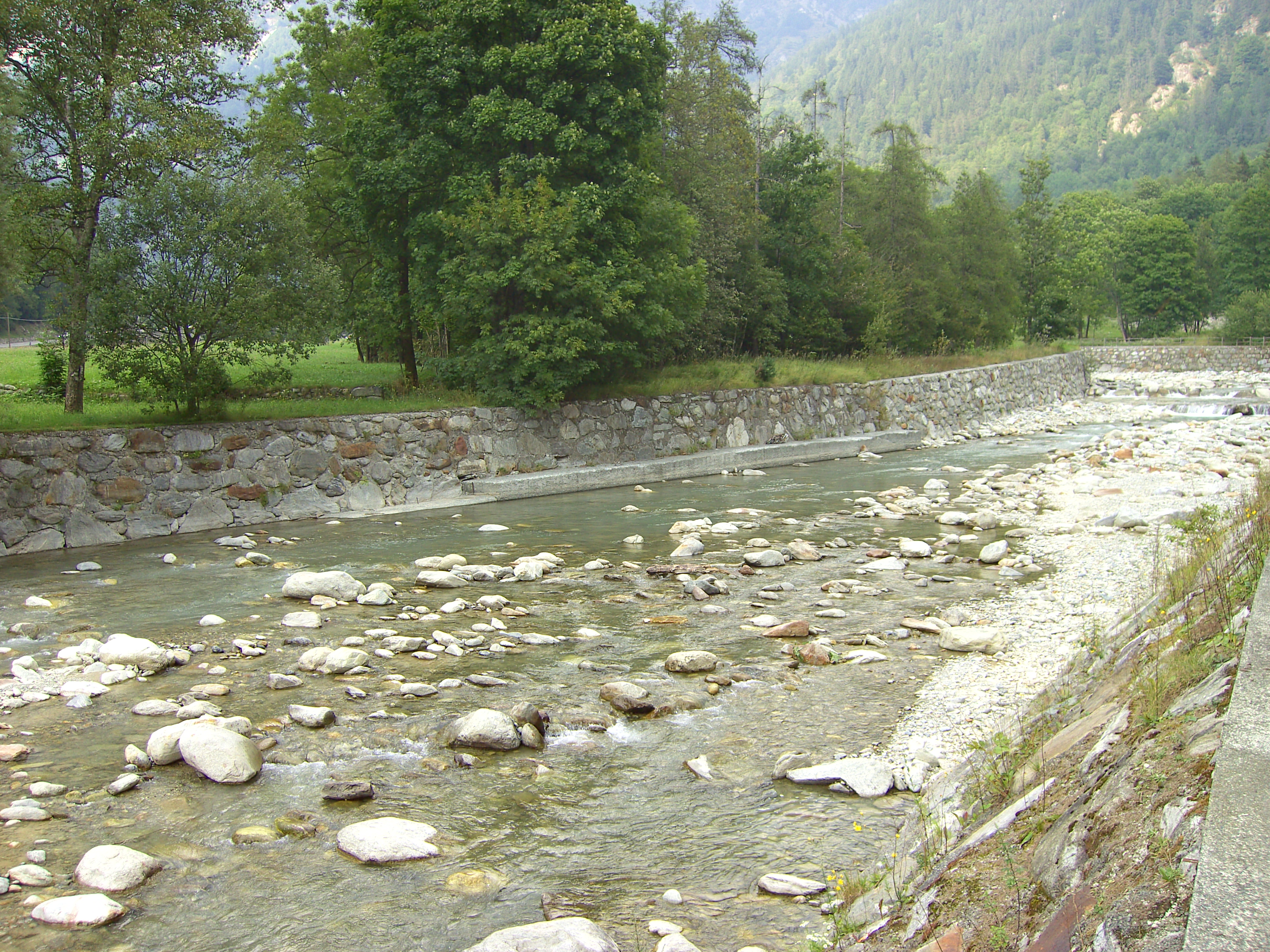
Der Fluss in der Nähe von Gaby
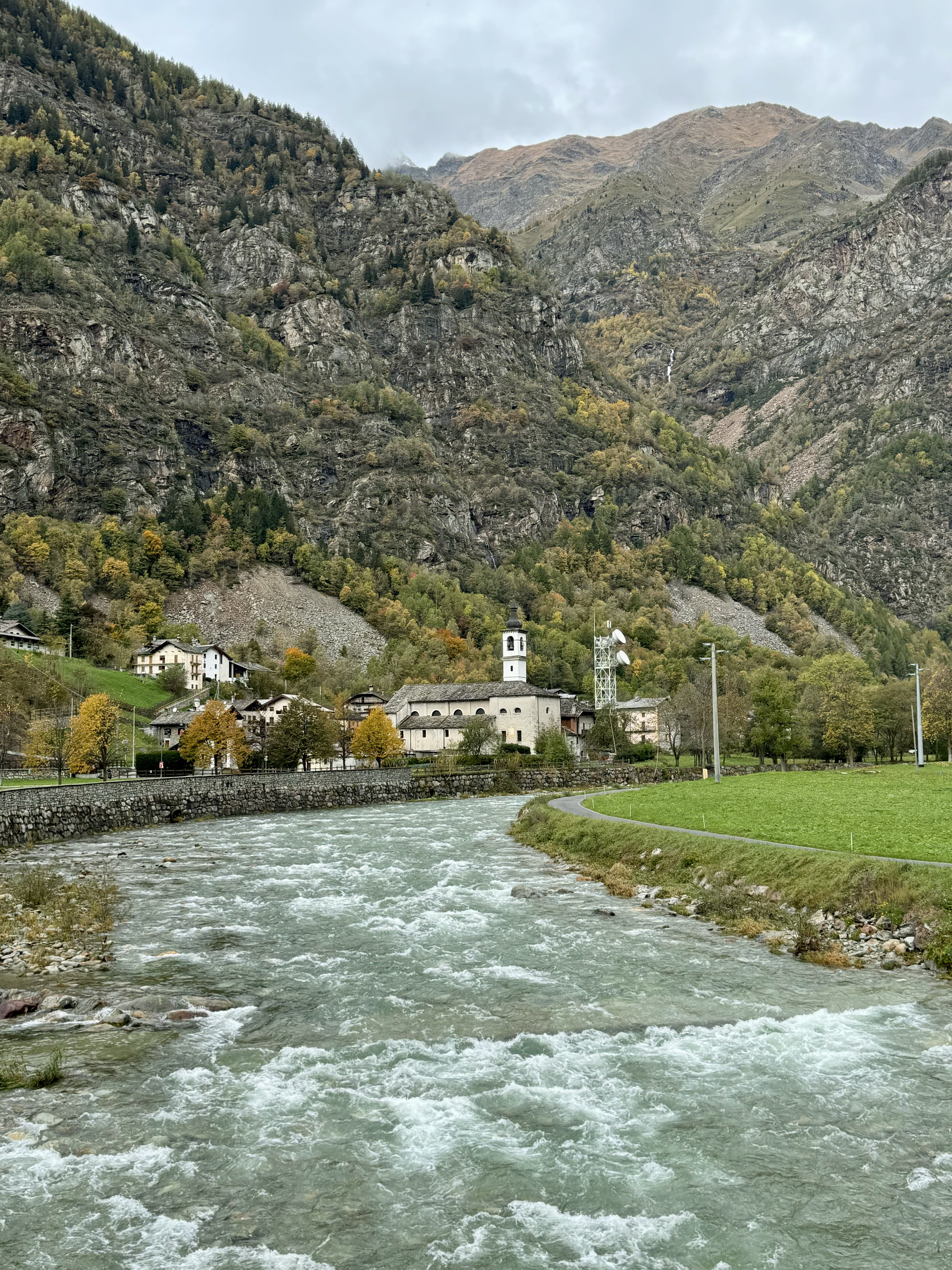
In Issime
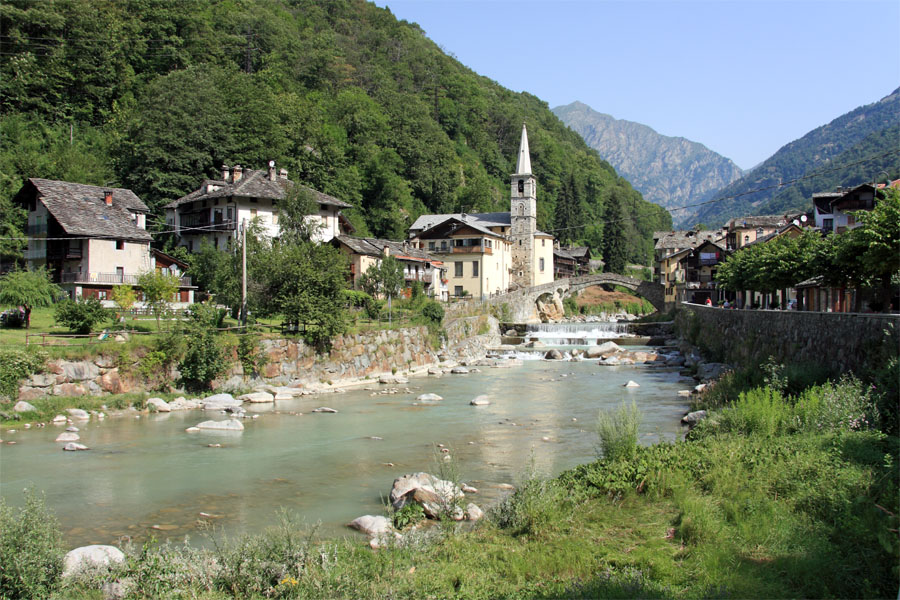
In Fontainemore
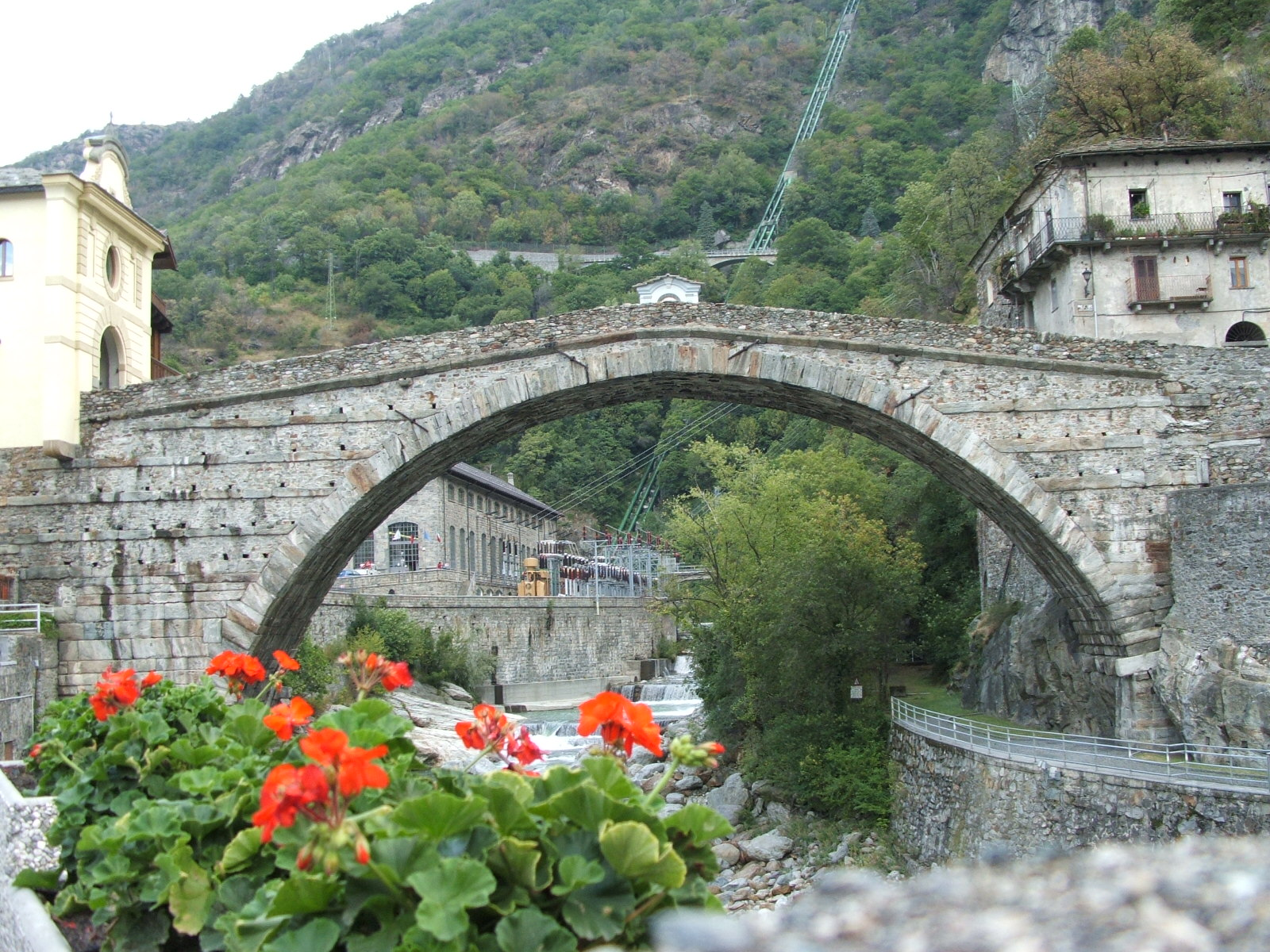
Die römische Brücke von Pont-Saint-Martin